# Heart Power
Heart Power (Originaltitel: Catch Me If You Can) ist eine US-amerikanische Actionkomödie aus dem Jahr 1989. Der Film markiert das Spielfilmregiedebüt des Autors und Regisseurs Stephen Sommers und verfügt über einen Soundtrack von Tangerine Dream.

## Handlung
Der Film dreht sich um die Abenteuer einer Gruppe von Highschool-Schülern, die versuchen, ihre Schule vor der Schließung zu retten. Die Klassensprecherin Melissa sammelt Spenden, um die Schule offen zu halten, doch als die Spendeneinnahmen ins Stocken geraten, überzeugt Dylan sie davon, dass er die Schule retten kann. Sie nehmen 3000 Dollar von den bereits gesammelten Geldern und setzen sie auf ein illegales Autorennen, das Dylan unbedingt gewinnen will. Doch Dylan verliert das Rennen und ist gezwungen, in einem fast unmöglichen Wettlauf gegen die Zeit alles auf eine Karte zu setzen – ein Rennen, das bisher nur eine lokale Legende für sich entscheiden konnte.
Der Film endet mit einem spektakulären Stunt, bei dem Auto und Fahrer während eines Footballspiels zwischen zwei örtlichen Highschools, Apollo und Cathedral, durch die Torpfosten springen.

## Rezeption
Der Filmdienst bezeichnet Heart Power als „High-School-Film, der kein Amerika-Klischee“ auslasse, „um für abgestandene Unterhaltung zu sorgen“. Als Fazit heißt es „alles in allem blühender Unfug“.